# Tim Čeh
Tim Čeh, slovenski nogometaš, * 13. marec 1994, Ljubljana.

## Življenjepis
Tim je nekdanji mladinski reprezentant Slovenije, ki trenutno igra kot posojen igralec ljubljanske Olimpije za slovenskega drugoligaša iz Krškega. Je sin nekdanjega slovenskega reprezentanta Aleša Čeha - kapetana in člana zlate generacije. Igra na poziciji ofenzivnega vezista a se znajde tudi v vlogi napadalca. Doslej je odigral 20. tekem v 1.SNL in od tega 14. tekem v dresu Krškega. Svoj prvenec med elito pa je zabil šestega novembra 2015, ko je z moštvom Krškega gostoval v Zavrču. 

## Klubska kariera
| Sezona    | Klub         | Država    | Liga | Nastopov | Golov |
| --------- | ------------ | --------- | ---- | -------- | ----- |
| 2013      | Olimpija     | Slovenija | I    | 6        | 0     |
| 2013-2014 | Bela Krajina | Slovenija | II   | 10       | 0     |
| 2014-     | Krško        | Slovenija | I    | 31       | 4     |